# Temporada 1997-98 de los Boston Celtics
La temporada 1997-98 fue la quincuagésimo segunda de los Boston Celtics en la NBA. La temporada regular acabó con 36 victorias y 46 derrotas, acabando decimoterceros de la Conferencia Este, no logrando clasificarse para los playoffs.

## Elecciones en el Draft
| Ronda | Puesto | Jugador          | Posición      | Nacionalidad   | Universidad/Club  |
| ----- | ------ | ---------------- | ------------- | -------------- | ----------------- |
| 1     | 3      | Chauncey Billups | Base          | Estados Unidos | Colorado          |
| 1     | 6      | Ron Mercer       | Alero/Escolta | Estados Unidos | Kentucky          |
| 2     | 56     | Ben Pepper       | Pívot         | Australia      | Newcastle Falcons |

## Temporada regular
| División Atlántico | División Atlántico | División Atlántico | División Atlántico | División Atlántico | División Atlántico | División Atlántico | División Atlántico | División Atlántico |
| Equipo             | G                  | P                  | %                  | PD                 | Casa               | Fuera              | Div                |                    |
| ------------------ | ------------------ | ------------------ | ------------------ | ------------------ | ------------------ | ------------------ | ------------------ | ------------------ |
| y-Miami Heat       | 55                 | 27                 | .671               | –                  | 30-11              | 25–16              | 18–6               |                    |
| x-New York Knicks  | 43                 | 39                 | .524               | 12                 | 28–13              | 15–26              | 13–11              |                    |
| x-New Jersey Nets  | 43                 | 39                 | .524               | 12                 | 26–15              | 17–24              | 12–12              |                    |
| Washington Wizards | 42                 | 40                 | .512               | 13                 | 24–17              | 18–23              | 12–13              |                    |
| Orlando Magic      | 41                 | 41                 | .500               | 14                 | 24–17              | 17–24              | 11–13              |                    |
| Boston Celtics     | 36                 | 46                 | .439               | 19                 | 24–17              | 12–29              | 12–12              |                    |
| Philadelphia 76ers | 31                 | 51                 | .378               | 24                 | 19–22              | 12–29              | 7–17               |                    |

## Estadísticas

### Temporada regular
| Rk | Jugador          | Edad | Pos. | P  | PT | MP   | TC  | TCI  | %TC  | T3  | T3I | %T3  | TL  | TLI | %TL  | RO  | RD  | RT   | AS  | RB  | TAP | BP  | FP  | PTS  |
| -- | ---------------- | ---- | ---- | -- | -- | ---- | --- | ---- | ---- | --- | --- | ---- | --- | --- | ---- | --- | --- | ---- | --- | --- | --- | --- | --- | ---- |
| 1  | Antoine Walker   | 21   | PF   | 82 | 82 | 39.9 | 8.8 | 20.8 | .423 | 1.1 | 3.6 | .312 | 3.7 | 5.8 | .645 | 3.3 | 6.9 | 10.2 | 3.3 | 1.7 | 0.7 | 3.6 | 3.2 | 22.4 |
| 2  | Ron Mercer       | 21   | SG   | 80 | 62 | 33.3 | 6.4 | 14.3 | .450 | 0.0 | 0.4 | .107 | 2.4 | 2.8 | .839 | 1.4 | 2.1 | 3.5  | 2.2 | 1.6 | 0.2 | 1.7 | 2.7 | 15.3 |
| 3  | Walter McCarty   | 23   | SF   | 82 | 64 | 28.5 | 3.6 | 8.9  | .404 | 0.7 | 2.1 | .309 | 1.8 | 2.4 | .742 | 1.7 | 2.7 | 4.4  | 2.2 | 1.3 | 0.5 | 1.7 | 3.3 | 9.6  |
| 4  | Chauncey Billups | 21   | PG   | 51 | 44 | 25.4 | 3.5 | 8.9  | .390 | 1.3 | 3.7 | .460 | 2.9 | 3.5 | .817 | 0.8 | 1.4 | 2.2  | 4.3 | 1.5 | 0.0 | 2.3 | 2.3 | 11.1 |
| 5  | Kenny Anderson   | 27   | PG   | 16 | 16 | 24.1 | 4.0 | 9.2  | .435 | 0.6 | 1.7 | .469 | 2.6 | 3.1 | .837 | 0.2 | 2.3 | 2.4  | 6.3 | 1.6 | 0.0 | 1.8 | 2.3 | 11.2 |
| 6  | Bruce Bowen      | 26   | SF   | 61 | 9  | 21.4 | 2.0 | 4.9  | .409 | 0.3 | 1.0 | .339 | 1.2 | 2.0 | .623 | 1.3 | 1.6 | 2.9  | 1.3 | 1.4 | 0.5 | 0.9 | 2.9 | 5.6  |
| 7  | Dana Barros      | 30   | PG   | 80 | 15 | 21.1 | 3.5 | 7.6  | .461 | 1.3 | 3.1 | .407 | 1.5 | 1.8 | .847 | 0.4 | 1.6 | 1.9  | 3.6 | 1.0 | 0.1 | 1.3 | 1.6 | 9.8  |
| 8  | Travis Knight    | 23   | C    | 74 | 21 | 20.3 | 2.6 | 5.9  | .441 | 0.2 | 0.7 | .273 | 1.1 | 1.4 | .786 | 2.0 | 3.0 | 4.9  | 1.4 | 0.7 | 1.1 | 1.2 | 3.4 | 6.5  |
| 9  | Dee Brown        | 29   | SG   | 41 | 10 | 19.8 | 2.7 | 6.2  | .427 | 1.0 | 2.8 | .381 | 0.5 | 0.7 | .679 | 0.2 | 1.3 | 1.5  | 1.3 | 1.1 | 0.1 | 0.8 | 1.9 | 6.8  |
| 10 | Andrew DeClercq  | 24   | C    | 81 | 49 | 18.8 | 2.1 | 4.2  | .497 | 0.0 | 0.0 | .000 | 1.2 | 2.1 | .601 | 2.2 | 2.6 | 4.8  | 0.7 | 1.0 | 0.6 | 1.0 | 3.4 | 5.4  |
| 11 | Greg Minor       | 26   | SG   | 69 | 16 | 16.3 | 2.0 | 4.7  | .436 | 0.1 | 0.4 | .194 | 0.9 | 1.2 | .686 | 0.8 | 1.4 | 2.2  | 1.3 | 0.8 | 0.2 | 0.6 | 1.4 | 5.0  |
| 12 | Pervis Ellison   | 30   | PF   | 33 | 8  | 13.5 | 1.2 | 2.1  | .571 | 0.0 | 0.0 |      | 0.6 | 1.0 | .588 | 1.6 | 1.7 | 3.3  | 0.9 | 0.6 | 0.9 | 0.8 | 2.7 | 3.0  |
| 13 | Žan Tabak        | 27   | C    | 18 | 5  | 12.9 | 1.4 | 3.1  | .473 | 0.0 | 0.0 |      | 0.4 | 0.7 | .538 | 1.4 | 1.8 | 3.2  | 0.7 | 0.3 | 0.6 | 0.9 | 2.6 | 3.3  |
| 14 | Tyus Edney       | 24   | PG   | 52 | 7  | 12.0 | 1.8 | 4.2  | .431 | 0.1 | 0.2 | .300 | 1.7 | 2.1 | .793 | 0.4 | 0.7 | 1.1  | 2.7 | 1.0 | 0.0 | 1.3 | 1.3 | 5.3  |
| 15 | John Thomas      | 22   | PF   | 33 | 2  | 11.2 | 1.2 | 2.4  | .513 | 0.0 | 0.0 |      | 0.8 | 1.0 | .788 | 1.0 | 1.2 | 2.1  | 0.4 | 0.6 | 0.3 | 1.0 | 2.0 | 3.3  |
| 16 | Dontae' Jones    | 22   | SF   | 15 | 0  | 6.1  | 1.3 | 3.8  | .333 | 0.4 | 1.5 | .261 | 0.0 | 0.0 |      | 0.2 | 0.4 | 0.6  | 0.3 | 0.1 | 0.2 | 0.7 | 0.8 | 2.9  |
| 17 | Roy Rogers       | 24   | PF   | 9  | 0  | 4.1  | 0.3 | 0.9  | .375 | 0.0 | 0.0 |      | 0.1 | 0.2 | .500 | 0.0 | 0.6 | 0.6  | 0.1 | 0.2 | 0.4 | 0.1 | 0.7 | 0.8  |
| 18 | Reggie Hanson    | 29   | SF   | 8  | 0  | 3.3  | 0.4 | 0.8  | .500 | 0.0 | 0.0 |      | 0.0 | 0.0 |      | 0.4 | 0.4 | 0.8  | 0.1 | 0.3 | 0.1 | 0.4 | 1.0 | 0.8  |

## Galardones y récords
| Jugador        | Galardón                            |
| Ron Mercer     | Mejor quinteto de rookies de la NBA |
| Antoine Walker | All-Star                            |